# Lamborghini Aventador
O Lamborghini Aventador LP 700-4 é um carro esportivo de motor central produzido pela fabricante italiana Automobili Lamborghini, é o substituto do Murciélago. Ele é codificado como LB834 e LB835 para a versão roadster. O Aventador foi publicamente anunciado no Geneva Motor Show em 28 de Fevereiro de 2011.

## Etimologia
Mantendo a tradição, o nome Aventador é em homenagem a um lendário touro da década de 90, ele era considerado o animal mais nervoso que já batalhou na Plaza de Toros de Zaragoza.
Sua produção será limitada a 4000 unidades (4099 Murciélagos foram produzidas). A Lamborghini afirma que o Aventador está duas gerações na frente de qualquer carro a venda, usando suspensão inspirada em carros da Fórmula 1 e chassi feitos em fibra de carbono.

### Motor
O Aventador tem um desempenho estimado para fazer 0–100 km/h em 2,9 segundos e velocidade máxima limitada é de 350 km/h. e oficial de 380 km/h registrada pela revista sport auto magazine. É equipado com um motor 6.5 V12 que gera 700 cavalos de potência com o uso intensivo em fibra de carbono.

## Edições especiais

### Aventador J

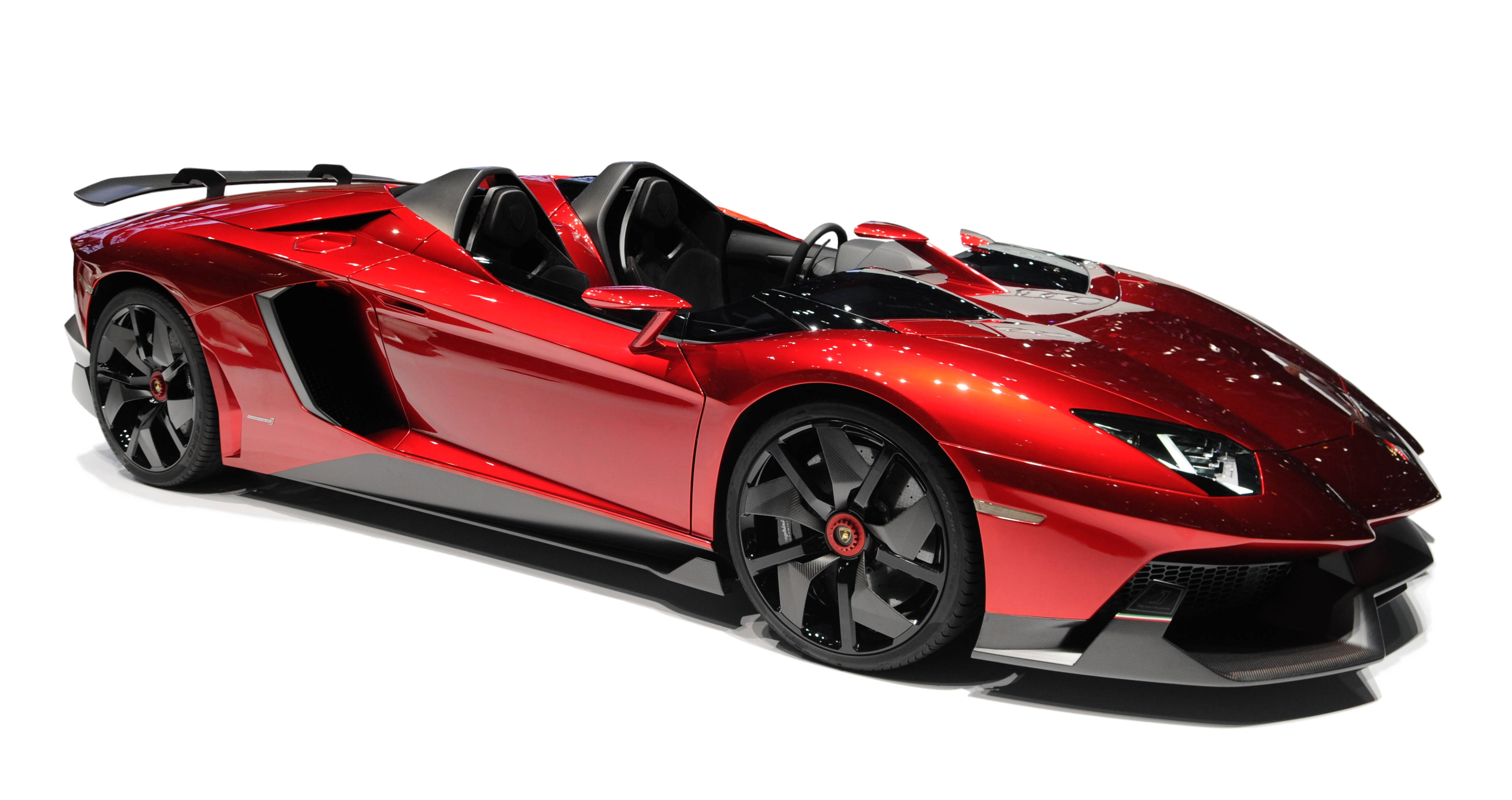
Lamborghini Aventador J

Seis meses depois de apresentar o Aventador, planos para uma versão speedster vazaram no EPA depois de incluir o modelo em uma ficha de dados em seu site. A Lamborghini revelou oficialmente o Aventador J em 2012 no Salão do Automóvel de Genebra. O carro conceito sem teto e sem janelas usa o mesmo motor V12 do Aventador, produzindo 700 cv através de uma transmissão automatizada de sete velocidades. O carro não possui ar condicionado nem rádio para redução de peso, ficando com peso total de 1,575kg. O carro apresentado no salão foi a única unidade produzida, e foi vendida por U$ 2,8 milhões dólares. Outro modelo de edição limitada foi feito para o Sheik Al Yahyaa e foi vendido a um preço desconhecido.
A designação J foi pensada vindo do Anexo J do regulamento da FIA que descreve as especificações técnicas dos carros de corrida. No entanto, durante uma entrevista com o designer Filippo Perini, foi revelado que o 'J' é realmente para o jota, em alusão a um Lamborghini Miura Jota 1970, que também se encaixa no anexo J da FIA.

### Dreamliner Edition
É uma versão do Aventador LP 700-4 cupê com esquema de cores inspirado no Boeing 787 Dreamliner, foi apresentado durante o Aerospace & Defense Supplier Summit 2012 em Seattle.

### Aventador LP 720-4 50° Anniversario
O Aventador LP 720-4 50° Anniversario é uma versão lançada em 2013 limitada de 200 unidades (100 cupê e 100 roadster) que comemora o 50º aniversário da Automobili Lamborghini. Ele  inclui um aumento de potência para 720 cv, possui entradas de ar na dianteira ampliada e estendida e o splitter aerodinâmico, nova traseira com difusor alargado e malha expansiva que melhora a ventilação do motor.O cupê foi revelado em 2013 no Shanghai Motor Show e o roadster revelado no Quail Motorsports Gathering.

### Aventador Pirelli Edition
O Lamborghini Aventador LP 700-4 Pirelli Edition foi anunciado em dezembro de 2014. Comemorando uma parceria de 50 anos entre Lamborghini e Pirelli.

### Aventador LP 750-4 SuperVeloce
O Lamborghini Aventador LP 750-4 SuperVeloce foi anunciado em março de 2015, no Salão do Automóvel de Genebra. Com potência máxima aumentada para 750 cv, combinado com uma redução de peso de 50 kg e aumento da utilização de fibra de carbono, tanto dentro como fora do carro e além de tudo.O carro também apresenta aumento da aerodinâmica, com downforce aumentado em até 180% em comparação com o Aventador padrão. As atualizações aerodinâmicas notáveis são o divisor dianteiro e traseiro e uma asa traseira. O carro está disponível em 34 cores. A dinâmica de condução do carro também sofreu alterações, com nova direção eletrônica melhorada, suspensão Push Rod e melhorias no chassi para aumentar a rigidez. Sua aceleração de 0 a 100 km/h é feita em 2,8 segundos, 0,1 a menos que a versão padrão, e velocidade máxima limitada é de 350 km/h. com teorica de 385 km/h